# Maripa

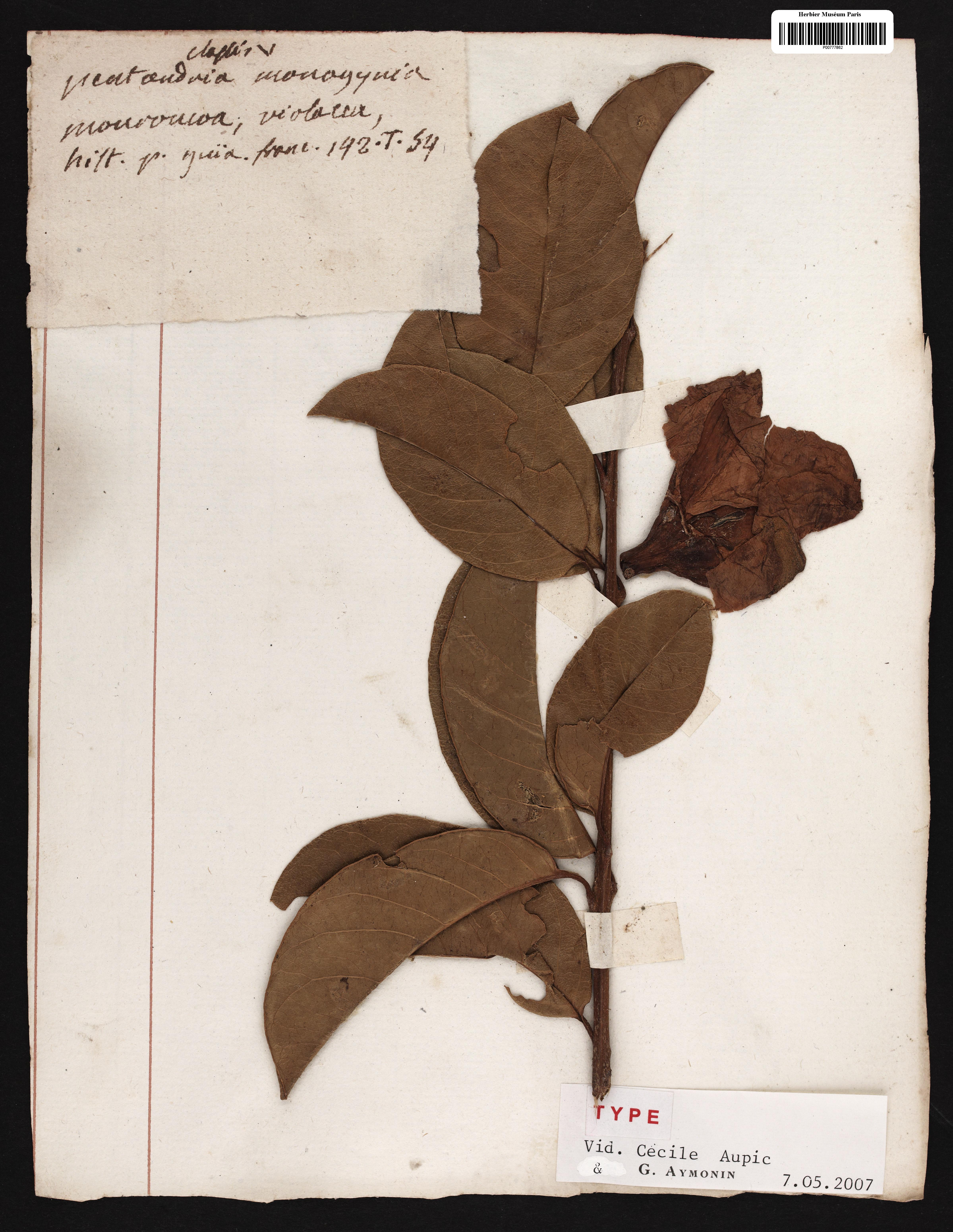
Maripa violacea

Maripa ist eine Pflanzengattung in der Familie der Windengewächse (Convolvulaceae). Die etwa 20 Arten sind in Zentral- und Südamerika verbreitet.

## Beschreibung

### Vegetative Merkmale
Maripa-Arten sind Lianen, deren bis zu 30 m lang werdende Stämme einen Durchmesser von bis zu 30 cm erreichen. Sie wachsen an Bäumen entlang nach oben, wenn eine Stütze fehlt, kriechen sie auch über den Boden. Während die jüngeren Stämme oftmals gewinkelt sind, sind die größeren Stämme hohlkehlig. Im Querschnitt ist das Mark mehr oder weniger rund und hellbraun gefärbt. Von einigen Arten ist die Bildung von Ranken aus umgebildeten Seitentrieben bekannt.
Die einfachen Laubblätter stehen wechselständig bis nahezu gegenständig. Sie sind unbehaart oder verkahlend, gelegentlich mit sternförmigen Trichomen. Die Blattstiele sind rinnig; die Blattspreiten sind bei einer Länge von meist 8 bis 20 cm (4 bis 30 cm) meist elliptisch, eiförmig oder verkehrt-eiförmig bis langgestreckt. Die Aderung ist schlingläufig (brochidrodrom). Nebenblätter fehlen.

### Blütenstände und Blüten
Die Blütenstände sind rispig-Thyrsusförmig oder traubig und stehen endständig an Seitenästen oder direkt in den Blattachseln. Die Behaarung ist meist fein und besteht aus zweiästigen oder sternförmigen Trichomen und/oder schildförmigen drüsigen Schuppen. Die Tragblätter sind dreieckig bis umgekehrt eiförmig, sie können beständig oder abfallend sein, sie sind unbehaart oder fein behaart. Die Vorblätter sind schuppenförmig und können unbehaart oder fein behaart sein.
Die zwittrigen Blüten sind fünfzählig mit doppelter Blütenhülle und oftmals duftend. Die Kelchblätter überlappen sich dachig (quincuncial), sie sind eiförmig, langgestreckt, breit-eiförmig bis rund. Die inneren Kelchblätter sind oftmals gekerbt, die äußeren sind zugespitzt bis gerundet. Sie sind gleich oder nahezu gleich lang, wobei die inneren Kelchblätter meist etwas breiter als lang sind. Sie sind meist lederig mit einem häutigen Rand und mit anliegender, zweigabeliger, sternförmiger oder schuppiger Behaarung bewimpert. Die Krone ist trichterförmig, glockig-trichterförmig, zylindrisch-trichterförmig oder glockenförmig. Die Färbung reicht von Weiß zu Violett oder Rosa, die Größe reicht von 10 bis 60 mm. Die Kronlappen sind meist schwach ausgeprägt, nur gelegentlich tief gelappt. Meist sind sie abgerundet, selten zugespitzt oder gewellt. Die Verwachsungsfalte der Kronblätter (Plicae) ist unbehaart, die Achse der Kronblätter (Interplicae) ist mit anliegenden Trichomen behaart.
Die Staubblätter stehen auf demselben Radius wie die Kronblätter (epipetal), meist stehen sie nicht über die Krone hinaus. Die Staubfäden sind drüsig-zottig, an der Basis dreieckig verbreitert, nach oben hin werden sie fadenförmig. Die Staubbeutel sind rückseitig fixiert, pfeilförmig, nahezu pfeilförmig oder schmal eiförmig und längsseitig nach innen gewendet. Der Blütenboden ist becherförmig und oftmals mit fünf Lappen besetzt, die möglicherweise Nektar bilden. Der Fruchtknoten ist rund, zylindrisch oder konisch, durch eine sich im unteren Teil befindliche, unvollständige Trennwand teilweise in zwei Kammern geteilt. Meist ist der Fruchtknoten unbehaart, nur gelegentlich ist die Spitze fein behaart. Die Griffel sind meist vollständig miteinander verwachsen, nur selten stehen sie teilweise frei. Gelegentlich ist die Spitze fein behaart. Die Narbe besteht aus zwei Lappen, die eng zusammenstehen, wenn die Griffel vollständig verwachsen sind oder ansonsten frei voneinander stehen, wobei ein Lappen etwas unter dem anderen steht.

### Früchte und Samen
Die Früchte sind nussartig, gerundet bis elliptisch, das Perikarp fest bis hart verholzt. Je nach Grad der Verkümmerung der Samenanlagen enthalten die Früchte ein bis vier Samen. Diese sind 10 bis 22 mm lang, unbehaart, eiförmig bis langgestreckt-elliptisch, abgerundet oder wenn sich mehr als ein Samen in der Frucht befindet auch auf einer Seite abgeflacht oder bei mehr als zwei Samen dreieckig. Die Samen werden von einem gelartigen, oftmals süßen oder duftenden Perisperm umgeben. Die Samenhülle ist weich, papierartig bis häutig. Das Embryo ist aufrecht und quer gefaltet, selten auch quer- und längs gefaltet. Die Keimblätter sind meist dick, nur selten auch dünn. 

## Systematik und Verbreitung

### Taxonomie
Die Gattung Maripa wurde 1775  durch Jean Baptiste Christophe Fusée Aublet aufgestellt. Typusart ist Maripa scandens Aubl. Synonyme für Maripa Aubl. sind: Maireria Scop. nom. superfl., Mouroucoa Aubl., Murucoa J.F.Gmel. orth. var., Murueva Raf. orth. var., Gaseranthus Poit. ex Meisn.

### Verbreitung der Untergattungen und Sektionen
Die Arten der Untergattung Ripama sind vor allem im Guayana-Tiefland und entlang des Amazonas verbreitet. Im Norden sind die Arten dieser Untergattung bis nach Suriname, im Osten bis in die brasilianischen Bundesstaaten Maranhão und Goiás verbreitet. Im Westen reichen die Fundorte bis in die brasilianischen Bundesstaaten Rondônia und Acre und die peruanischen Departements Loreto und Amazonas.
Die Untergattung Maripa umfasst ein größeres Verbreitungsgebiet vom Amazonasbecken bis nach Belize und Guatemala in Zentralamerika. Die Sektion Maripa kommt meistens im Gebiet nördlich des Amazonas vor, nur Maripa scandens besitzt eine weiterreichende Verbreitung. Die Verbreitungsgebiete der Sektion Mouroucoa reichen vom brasilianischen Bundesstaat Pará bis nach Acre und Loreto, nach Norden reichen die Fundorte bis nach Zentralamerika.

### Äußere Systematik
Innerhalb der Windengewächse wird die Gattung nach molekularbiologischen Erkenntnissen in die Tribus Maripeae eingeordnet. Neben der Gattung Maripa zählen die Gattungen Dicranostyles und Lysiostyles ebenfalls zu dieser Tribus.

### Innere Systematik
Die Gattung Maripa wird in zwei Untergattungen unterteilt. Eine der Untergattungen wird weiterhin in zwei Sektionen sowie drei Untersektionen unterteilt.
| Untergattung Ripama D.Austin - Maripa axilliflora Mart. ex Meisn.: Sie kommt vom östlichen Peru bis ins westliche Brasilien vor. - Maripa elongata Ducke: Sie kommt in Venezuela und im nördlichen Brasilien vor. - Maripa longifolia Sagot ex Hall.f.: Sie kommt in Französisch-Guayana und im brasilianischen Bundesstaat Acre vor. - Maripa reticulata Ducke: Sie kommt in zwei Varietäten im tropischen Südamerika vor. Untergattung Maripa - Sektion Maripa - Maripa densiflora Benth.: Sie kommt vom nördlichen Südamerika bis ins nördliche Brasilien vor. - Maripa glabra Choisy: Sie kommt vom nördlichen Südamerika bis ins nördliche Brasilien vor. - Maripa janusiana D.Austin: Sie kommt in Peru und im nördlichen Brasilien vor. - Maripa lewisii D.Austin: Sie kommt nur in Panama vor. - Maripa paniculata Barb.-Rodr.: Sie kommt im tropischen Südamerika vor. - Maripa scandens Aubl.: Sie kommt vom nördlichen Südamerika bis Brasilien vor. - Maripa williamsii v.Ooststr.: Sie kommt in Peru und im zentralen Kolumbien vor. - Sektion Mouroucoa (Aubl.) D.Austin - Untersektion Mouroucoa - Maripa violacea (Aubl.) v.Ooststr. ex Lanjouw & Uittien: Sie kommt vom nördlichen Südamerika bis ins nördliche Brasilien vor. - Untersektion Melofructae D.Austin - Maripa nicaraguensis Hemsley: Sie kommt vom südöstlichen Mexiko bis Ecuador vor. - Maripa panamensis Hemsley: Sie kommt von Panama bis Venezuela vor. - Maripa peruviana v.Ooststr.: Sie kommt von Kolumbien bis Peru und ins nördliche Brasilien vor. - Maripa stellulata Steyermark: Sie kommt nur im nördlichen Venezuela vor. - Untersektion Yacuascae D.Austin - Maripa fasciculata v.Ooststr.: Sie kommt in Kolumbien und in Peru vor. - Maripa pauciflora D.Austin: Sie kommt von Venezuela bis Peru vor. - Maripa putumayana D.Austin: Sie kommt von Kolumbien bis Ecuador vor. - Maripa repens Rusby: Sie kommt in Kolumbien und in Venezuela vor. |